# Poli(ribitolo-fosfato) N-acetilglucosaminil-transferasi
La poli(ribitolo-fosfato) N-acetilglucosaminil-transferasi è un enzima appartenente alla classe delle transferasi, che catalizza la seguente reazione:
UDP-N-acetil-D-glucosammina + poli(ribitolo fosfato) ⇄ UDP + (N-acetil-D-glucosamminil)poli(ribitolo fosfato)
L'enzima è coinvolto nella sintesi degli acidi teicoici.